# 马诺 (朗德省)
马诺（法語：Mano，法語發音：[mano]）是法国朗德省的一个市镇，属于蒙德马桑区。

## 地理
马诺（44°25'2"N, 0°40'19"W）面积32.27 平方千米，位于法国新阿基坦大区朗德省，该省份为法国西南部沿海省份，是法國本土面积第二大的省，北起吉倫特省，西临大西洋，南至大西洋比利牛斯省，东临热尔省，东北与洛特-加龍省接壤。
与马诺接壤的市镇（或旧市镇、城区）包括：伯兰-贝列、奥斯唐斯、圣桑福里安、勒蒂藏、阿尔热卢斯、贝拉德、穆斯泰。

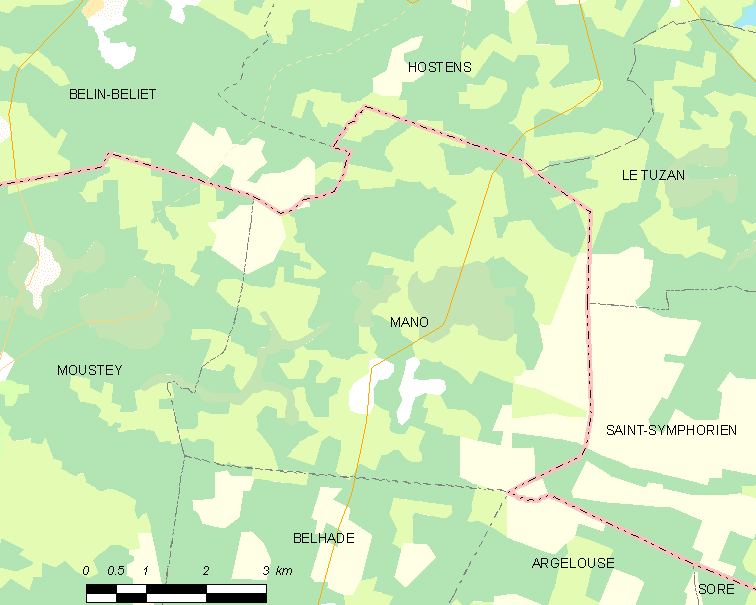
的OSM定位图

马诺的时区为UTC+01:00、UTC+02:00（夏令时）。

## 行政
马诺的邮政编码为40410，INSEE市镇编码为40171。

## 政治
马诺所属的省级选区为大湖县。

## 人口

1962-2008年间人口变化图示

马诺于2022年1月1日时的人口数量为129人。